# New York (romanzo)
New York è un romanzo storico dello scrittore britannico Edward Rutherfurd, pubblicato nel 2009 negli Stati Uniti. In Italia è uscito per Mondadori nel 2010, nella traduzione di Stefano Viviani.
Il romanzo è stato tradotto in numerose lingue.

## Trama
Dal 1664 al 2009, il romanzo narra la storia di New York, soffermandosi su tutti i periodi cruciali per la nascita e lo sviluppo degli Stati Uniti d'America. Le vicende sono narrate seguendo in prevalenza i personaggi della famiglia olandese Van Dyck, divenuta presto, per matrimonio, britannica col nome Master. Accanto ai Master, considerati appartenenti all'élite sociale della città, sono diffusamente descritte le vicissitudini di gruppi familiari irlandesi, italiani, ebrei, afroamericani e indiani, con le loro tradizioni civili e religiose.

## Schema dell'opera
- Nuova Amsterdam 1664
- La ragazza di Boston 1735
- La ragazza di Philadelphia 1741
- Montayne's Tavern 1758
- Londra 1759
- Abigail 1765
- Il lealista 1770
- Fuoco 1776
- Amore Luglio 1777
- La Capitale 1790
- Niagara 1825
- Oltre Five Points 1849
- Crystal Palace 1853
- Lincoln 1860
- Reclutamento 1863
- Sonata al chiaro di luna 1871
- Neve 1888
- Vecchia Inghilterra 1896
- Ellis Island 1901
- Empire State 1917
- Brooklyn 1953
- Dopo il tramonto 1977
- Sala parto 1987
- Giochi di palazzo 8 settembre 2001
- Le Torri 10 settembre 2001
- Epilogo Estate 2009

## Premi e riconoscimenti
New York ha vinto il Langum Prize for American Historical Fiction nel 2009.

## Edizioni
- Edward Rutherfurd, New York: the novel, Random House, New York 2009
- Edward Rutherfurd, New York, traduzione di Stefano Viviani, Mondadori, Milano 2010